# Elsholtzia ciliata
Elsholtzia ciliata este specie din familia Lamiaceae, fiind o plantă originară din Asia.

## Răspândire și habitat
Planta este originară din Asia.
Specia a fost introdusă în India și în anumite zone din America de Nord și Europa. Printre habitatele sale se numără malurile râurilor, pădurile și dealurile. 

## Descriere
Elsholtzia ciliata este o plantă cu tulpină erectă care crește până la aproximativ 30-50 cm în înălțime. Frunzele sunt simple și opuse, cu margini zimțate (serate). 

## Cultivare
Este specie cultivată ca plantă ornamentală. Preferă solul umed și vegetează mai ales pe versanții stâncoși expuși și alte zone deschise, pietroase.

## Galerie

Planta în Shangri-La, provincia Yunnan, China
Planta în Shangri-La, provincia Yunnan, China
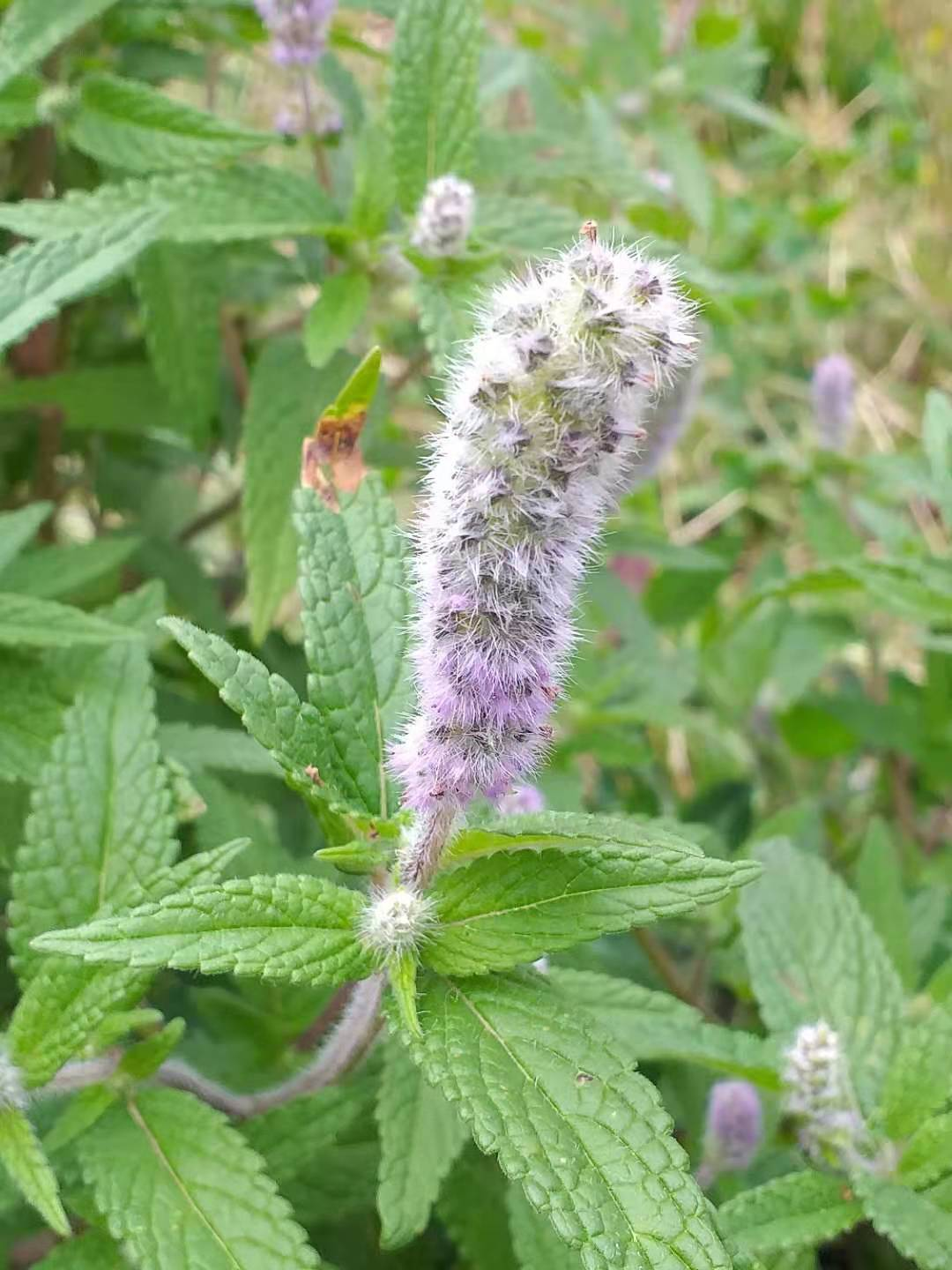
Planta în Shangri-La, provincia Yunnan, China